# Crítica de la nació pura
Crítica de la nació pura: sobre els símbols, les fronteres i altres assaigs impetuosos és un assaig de l'escriptor valencià Joan Francesc Mira publicat el 1984. Va rebre el premi Joan Fuster d'assaig aquell mateix any, i el premi de la Crítica Serra d'Or i el Premi Lletra d'Or en 1985.
En el llibre es fan diferents aportacions teòriques, com la separació dels conceptes de nació política i nació cultural, que el mateix autor aplicaria al País Valencià tretze anys després, en el seu assaig Sobre la nació dels valencians. Tot i que en el text abunden les referències i els paral·lelismes amb la situació nacional valenciana, el llibre fa un repàs a les diferents teories sobre les nacions que existeixen en l'àmbit acadèmic.